# Promień (geometria)

Promień r łączy środek okręgu O z punktem P na jego brzegu

Promień (oznaczany literą r od łac. radius) – odcinek łączący środek koła, okręgu, kuli lub sfery z dowolnym punktem położonym na jej brzegu, a także długość tego odcinka. Długość promienia jest w tym przypadku zawsze równa połowie długości średnicy, co wyraża wzór
{\displaystyle r={\frac {1}{2}}\cdot d.}

## Inne znaczenia
W inżynierii i teorii grafów promień to odcinek łączący środek jakiejkolwiek figury lub bryły (np. walca, wielokąta, grafu) z dowolnym punktem, który może być położony również poza nią. W takim właśnie przypadku promień nie musi być o połowę krótszy od średnicy, a może być nawet od niej dłuższy.
Niekiedy słowem „promień” określa się półprostą, co jest anglicyzmem (ang. ray oznacza promień słoneczny i półprostą), ewentualnie półprostą skierowaną (z wyznaczonym zwrotem).